# Tapinanthus buvumae
Tapinanthus buvumae är en tvåhjärtbladig växtart som först beskrevs av Alfred Barton Rendle, och fick sitt nu gällande namn av Danser. Tapinanthus buvumae ingår i släktet Tapinanthus och familjen Loranthaceae. Inga underarter finns listade i Catalogue of Life.